# Ulrich Wieland
Ulrich Wieland, detto “Uli” (Ulma, 5 giugno 1902 – Nanga Parbat, 9 luglio 1934), è stato un alpinista e ingegnere tedesco, pioniere dell'alpinismo tedesco.

## Biografia
Ulrich Wieland era figlio di Philipp Wieland (morto nel 1949 sul lago di Thun) e di sua moglie Lydie Wieland (morta nel 1938). Fu cresciuto come il figlio più piccolo di una ricca famiglia di industriali con due sorelle e tre fratelli. Suo nonno Philipp Jakob Wieland fondò nel 1820 gli stabilimenti Wieland a Ulma e Vöhringen. Dopo il diploma di scuola superiore a Ulma e gli studi successivi, il giovane ingegnere ampliò la sua esperienza professionale con un soggiorno di tre anni all'estero negli Stati Uniti d'America. Prima di iniziare gli studi, lavorò alla Siemens-Schuckertwerke di Norimberga e alla Maschinenfabrik di Heidenheim tra il 1921 e il 1922. Dopo il suo ritorno dagli Stati Uniti, dal 1930 fu dirigente nell'azienda di famiglia.
Wieland era già un alpinista entusiasta all'età di 15 anni e da studente, nel tempo libero andava in montagna a perfezionare il suo stile di arrampicata. L'8 giugno 1930 scalò il Jongsong Peak nell'Himalaya, alto 7.459 m, come parte di una spedizione internazionale sul Kangchenjunga guidata da Günter Oskar Dyhrenfurth. La scalata del Kangchenjunga non fu possibile a causa del tempo avverso e della tempesta di neve. Nel 1934 Uli Wieland prese parte alla spedizione tedesca sul Nanga Parbat, il cui obiettivo era la prima scalata del Nanga Parbat, alto 8.125 m. Tuttavia, l'8 luglio il tempo cambiò e una tempesta con forti nevicate colpì il gruppo quando si trovava a soli 241 metri dalla vetta. A causa dell'esaurimento fisico avanzato e delle condizioni avverse, Uli Wieland morì il 9 luglio 1934. Durante questa spedizione morirono altri nove alpinisti: Alfred Drexel l'8 giugno, Willo Welzenbach il 14 luglio, Willy Merkl il 16 luglio e i sei sherpa Nima Nurbu, Nima Thashi, Nima Dorje, Pinzo Nurbu, Dakshi e Gay-Lay.

## Varie
- A cavallo tra gli anni 1937/38 gli venne intitolata la Uli-Wieland-Strasse a Wasserburg sul Lago di Costanza e nella tenuta di campagna di suo nonno fu eretta una lapide commemorativa.
- Nella sua zona di arrampicata casalinga nelle vicinanze del fiume Blau, sul margine meridionale del Giura, si trova l'Uli-Wieland-Hütte, rifugio della sezione Ulma del Club alpino tedesco.
- In onore di Wieland, la scuola media di Vöhringen, vicino a Ulma è stata ribattezzata Uli-Wieland-Volksschule in occasione del 50esimo anniversario della sua morte nel 1984. Sul sito della scuola si legge: “Uli Wieland era una persona esemplare. Attraverso i suoi obiettivi professionali, le sue azioni coscienziose e il suo impegno altruistico, è un modello per i giovani”[1].